# Chiuro
Chiuro là một đô thị ở tỉnh Sondrio trong vùng Lombardia của Italia, có vị trí khoảng 100 km về phía đông bắc của Milano và khoảng 9 km về phía đông của Sondrio, ở biên giới với Thụy Sĩ. Tại thời điểm ngày 31 tháng 12 năm 2004, đô thị này có dân số 2.499 người và diện tích là 51,8 km².
Đô thị Chiuro có các frazioni (các đơn vị cấp dưới, chủ yếu là các làng) Castionetto and Casacce.
Chiuro giáp các đô thị: Brusio (Thụy Sĩ), Castello dell'Acqua, Lanzada, Montagna in Valtellina, Ponte in Valtellina, Poschiavo (Thụy Sĩ), Teglio.